# 朱元釗
朱元釗（？年—？年），號勉葊，浙江海鹽縣人，由監生，加捐知縣，分發四川補用，厯署遂寧、榮昌等縣知縣，因團防局出力，保加運同銜，並於安徽捐輸案內，賞戴花翎補授，同治十年六月任四川順慶府岳池縣知縣，十一年十月病故。是一位政治人物，明清時曾在四川順慶府岳池縣（位於今四川東北部，武周萬歲通天二年分南充、相如二縣置，是一個千年古縣）擔任官吏。